# 王貽德
王貽德（1536年—？），字師禹，號伸斋，廣西桂林府全州人，民籍，明朝政治人物。

## 生平
廣西鄉試第四十四名舉人。嘉靖四十四年（1565年）中式乙丑科三甲第九十九名進士。大理寺观政，本年六月授江西分宜知县，隆慶二年（1568年）六月升台州府同知，丁忧。五年六月復除苏州府。万历三年（1575年）正月升刑部员外郎，八年正月升郎中，二月升太平知府，十一年二月降安吉州知州，十四年正月升南户部郎中，十五年十一月升嘉兴知府，十九年十月升河南副使。二十五年復補四川副使，分巡下川南道，駐泸州，二十七年升湖广右参政，同年被逮。三十年三月缴纳赎金后释放。后復任云南右参政，三十五年七月升按察使，历左右布政使，三十八年二月加太仆寺卿致仕。

## 家族
曾祖王紀，主簿；祖父王弼；父王謐，庠生累赠刑部员外郎。母趙氏，封太宜人。兄峻德（巡检）、囗德。